# Casa Senyorial de Vaiņode
La Casa Senyorial de Vaiņode (en letó: Vaiņodes muižas pils) va ser una casa senyorial a la històrica regió de Curlàndia, al Municipi de Vaiņode a l'oest de Letònia.

## Història
Una estructura neorenaixentista amb dues torres va ser construït a la finca durant la segona meitat del segle xix. Aquest edifici va ser completament destruït pel foc durant la revolució russa de 1905. Una nova mansió de tres pisos va ser construïda sobre els antics fonaments el 1912. Aquesta segona estructura va ser destruïda durant la Segona Guerra Mundial i mai més ha estat reconstruïda.